# 35 f.Kr.
35 f.Kr. var ett normalår som började en torsdag i den proleptiska julianska kalendern, men i verkligheten antingen ett normalår som började en torsdag eller fredag, eller ett skottår som började en onsdag, torsdag eller fredag i den julianska kalendern (se skottårsfelet i den julianska kalendern för mer information).

## Händelser

### Efter plats

#### Romerska republiken
- Illyrien blir en romersk provins.
- Pannonien anfalls av Octavianus, som erövrar Siscia (Sisak). Området är dock inte helt pacificerat förrän 9 f.Kr.

## Avlidna
- Sextus Pompeius, romersk fältherre (avrättad i Miletos)
- Aristobulos III, överstepräst av Judeen (drunknad)
- Gaius Sallustius Crispus, romersk historiker (född 86 f.Kr.)